# Catagramma concolor
Catagramma concolor är en fjärilsart som beskrevs av Talbot 1928. Catagramma concolor ingår i släktet Catagramma och familjen praktfjärilar. Inga underarter finns listade i Catalogue of Life.